# شیطان‌کش: فیلم کیمتسو نو یائیبا: قلعه بی‌پایان
شیطان‌کش: فیلم کیمتسو نو یائیبا: قلعهٔ بی‌پایان (ژاپنی: 劇場版「鬼滅の刃」無限城編 هپبورن: Gekijō-ban Kimetsu no Yaiba: Mugen-jō-hen) یک فیلم سینمایی انیمه در ژانر خیال‌پردازی تاریک اکشن است که بر اساس آرک داستانی «قلعهٔ بی‌پایان» از سری مانگای شیطان کش: کیمتسو نو یائیبا اثر کویوهارو گوتوگه به رشته تحریر درآمده است. این فیلم مستقیماً دنبالهٔ فصل چهارم مجموعه تلویزیونی انیمه و همچنین چهارمین اقتباس سینمایی پس از قطار موگن (۲۰۲۰)، به سوی روستای شمشیرسازی (۲۰۲۳) و به سوی تمرین هاشیرا (۲۰۲۴) به‌شمار می‌رود. هارو سوتوزاکی سکان کارگردانی این فیلم را به دست دارد و توسط استودیوی پویانمایی یوفوتیبل تهیه شده و به‌وسیلهٔ اعضای کارکنان این استودیو نوشته شده است.
بخش اول با عنوان شیطان‌کش: فیلم کیمتسو نو یائیبا: قلعهٔ بی‌پایان - قسمت ۱: بازگشت آکازا در ۱۸ ژوئیه ۲۰۲۵ توسط انیپلکس و توهو در ژاپن منتشر شد. همچنین قرار است این فیلم توسط کرانچی‌رول از طریق سونی پیکچرز ریلیزینگ در ماه اوت و در کشورهای منتخب آسیایی عرضه شود.

## داستان
داستان این مجموعه فیلم بلافاصله پس از پایان فصل چهارم اتفاق می‌افتد، زمانی که موزان کیبوتسوجی، تانجیرو کامادو و همراهانش از سپاه شیطان‌کش را در دژ خود، «قلعهٔ بی‌پایان»، به دام می‌اندازد، جایی که نبردی سرنوشت‌ساز بین شیطان‌کش‌ها و زیردستان موزان، ماه‌های بالایی، آغاز می‌شود.

## صداپیشگان
افراد زیر به ترتیب صداپیشگان فیلم هستند.
| شخصیت                                             | ژاپنی               | انگلیسی         |
| ------------------------------------------------- | ------------------- | --------------- |
| تانجیرو کامادو (竈門 炭治郎 Kamado Tanjirō)       | ناتسوکی هانائه      | زک آگیلار       |
| نزوکو کامادو (竈門 禰豆子 Kamado Nezuko)          | آکاری کیتو          | ابی تروت        |
| زنیتسو آگاتسوما (我妻 善逸 Agatsuma Zenitsu)      | هیرو شیمونو         | الکس لی         |
| اینوسوکه هاشیبیرا (嘴平 伊之助 Hashibira Inosuke) | یوشیتسوگو ماتسواوکا | برایس پاپنبروک  |
| کانائو تسویوری (栗花落 カナヲ Tsuyuri Kanao)      | رینا اوئدا          | بریانا نیکربوکر |
| گنیا شینازوگاوا (不死川 玄弥 Shinazugawa Genya)   | نوبوهیکو اوکاموتو   | زنو رابینسون    |
| گیو تومیوکا (富岡 義勇 Tomioka Giyū)              | تاکاهیرو ساکورایی   | جانی یونگ بوش   |
| تنگن اوزویی (宇髄 天元 Uzui Tengen)               | کاتسویوکی کونیشی    | ری چیس          |
| موئیچیرو توکیتو (時透 無一郎 Tokitō Muichirō)     | کنگو کاوانیشی       | گریفین برنز     |
| شینوبو کوچئو (胡蝶 しのぶ Kochō Shinobu)          | سائوری هایامی       | اریکا هارلاچر   |
| اوبانایی ایگورو (伊黒 小芭内 Iguro Obanai)        | کنیچی سوزومورا      | اریک اسکات کیمر |
| سانمی شینازوگاوا (不死川 実弥 Shinazugawa Sanemi) | توموکازو سکی        | کایجی تانگ      |
| میتسوری کانروجی (甘露寺 蜜璃 Kanroji Mitsuri)     | کانا هانازاوا       | کیرا باکلند     |
| گیومه هیمه‌جیما (悲鳴嶼 行冥 Himejima Gyōmei)      | توموکازو سوگیتا     | کریسپین فریمن   |
| آکازا (猗窩座 Akaza)                              | آکیرا ایشیدا        | لوسین داج       |